# Leuk Is Anders
Leuk Is Anders was een Nederlands radioprogramma van BNNVARA op NPO Radio 2, dat in het zomerseizoen van 2024 elke zaterdag werd uitgezonden van 12:00 tot 14:00 uur, in plaats van Spijkers met koppen. Het werd vroeger elke vrijdagmiddag tussen 1999 en 2008 uitgezonden door de VARA op 3FM. Het is een actueel "ongeinprogramma", dat wordt gepresenteerd door Dolf Jansen en begeleid en voorbereid door Peter Cornelissen.
Het programma bevat veel los-vaste rubrieken, waaronder "Het leven is al duur genoeg", "Drie hoog het raam uit", "Tot op de bodem", "Dolfs Relatie Adviesbureau (DRAB)", "Brieven Over Beesten (BOB)", "Anders nog iets leuks", "Waar is Wat", "Een gaatje voor een plaatje", "Band Op Stoep (BOS)" en "Draait Nederlandsche Waar, Dan Helpen Wij Elkaar".
In het programma belt Jansen nietsvermoedende Nederlanders op voor onzingesprekken. Verder vervult hij wensen van luisteraars. Het programma is daarmee een directe opvolger te noemen van het radioprogramma De Steen en Been Show van Jack Spijkerman, dat daarvoor op dat tijdstip op dezelfde radiozender werd uitgezonden en waarin Jansen Spijkerman met enige regelmaat verving.
Bij afwezigheid van Jansen wordt hij soms vervangen door Jochem Myjer.

## Beëindiging programma
Hoewel Leuk Is Anders het op een na best beluisterde programma op 3FM was (Arbeidsvitaminen had gemiddeld zo'n 20.000 luisteraars meer), besloot de zender om in oktober 2008 te stoppen met het radioprogramma. Volgens Jansen was de reden hiervoor dat het programma "negatief scoort op zo goed als alle ‘kernwaarden’ van 3FM (jong, stoer, liefde voor muziek). Dit zou naar voren zijn gekomen uit een onderzoek onder 3FM-luisteraars. De zendtijd werd overgenomen door Claudia de Breij, met het programma Claudia d'r op.
In juni 2024 keerde het programma weer terug op NPO Radio 2 ter vervanging van zomerspijkers. De zomerse variant van Spijkers met koppen. 